# J. T. Petty
J.T. Petty, né le 28 février 1976 à Raleigh en Caroline du Nord aux États-Unis, est un acteur, producteur, réalisateur et scénariste américain.

## Filmographie

### Acteur
- 2006 : Dolla Morte de Bill Zebub (en) : Vengeful Cop (voix)
- 2007 : Murder Party de Jeremy Saulnier : Bedford Avenue Hipster
- 2014 : ABCs of Death 2 : Norman

### Producteur
- 2001 : Soft for Digging
- 2009 : Blood Red Earth
- 2016 : Gone: VR 360

### Réalisateur
- 2001 : Soft for Digging
- 2003 : Mimic 3: Sentinel
- 2006 : S&Man (en)
- 2008 : Les Créatures de l'Ouest (The Burrowers)
- 2009 : Blood Red Earth
- 2012 : Hellbenders (en)
- 2016 : Gone: VR 360

### Scénariste

#### Cinéma
- 2001 : Soft for Digging
- 2003 : Mimic 3: Sentinel
- 2006 : S&Man (en)
- 2008 : Les Créatures de l'Ouest (The Burrowers)
- 2009 : Blood Red Earth
- 2012 : Hellbenders (en)

#### Jeux vidéo
- 2001 : Batman : Vengeance
- 2002 : Tom Clancy's Splinter Cell
- 2004 : Tom Clancy's Splinter Cell: Pandora Tomorrow
- 2005 : Tom Clancy's Splinter Cell: Chaos Theory
- 2005 : Batman Begins
- 2013 : Outlast
- 2013 : The Walking Dead : Saison 2
- 2014 : Outlast: Whistleblower
- 2017 : Outlast 2
- 2023 : The Outlast Trials